# Sakaiminato
Sakaiminato (境港市, Sakaiminato-shi) és una ciutat de la prefectura de Tottori, al Japó.
El 2008, Sakaiminato tenia una població estimada de 35.710 habitants i una densitat de població de 1.240 habitants per km². L'àrea total era de 28,79 km².

## Història
Sakai fou establert com un port obert al comerç amb els Estats Units i el Regne Unit per decret imperial al juliol de 1899.
Sakaiminato fou fundada l'1 d'abril de 1956. Es va proposar una fusió amb Yonago i altres municipis veïns, però la majoria de la població va votar en contra, de manera que Sakaiminato va romandre municipalitat autònoma.

## Geografia
Sakaiminato està situada a l'extrem nord de la península de Yumigahama, envoltada per la badia de Miho del Mar del Japó per l'est, el llac Nakaumi per l'oest, i el canal de Sakai pel nord, que fa de frontera natural amb la prefectura de Shimane i la seva capital Matsue.

## Economia
El port marítim de Sakaiminato té una llarga història com a port de la regió de San'in. Després de la Segona Guerra Mundial, la ciutat ha servit de base de la indústria pesquera de l'oest del Japó. Conseqüentment, la producció marina és una indústria dominant a la ciutat.

## Agermanament
- Hunchun, Xina